# Aguni
Aguni (粟国村, Aguni-son) est un village du district de Shimajiri, situé dans la préfecture d'Okinawa, au Japon.

## Toponymie
Le toponyme « Aguni » traduit le fait que l'île d'Aguni est le lieu d'une production céréalière traditionnelle de millet des oiseaux. « 粟国 » signifie « pays du millet ». En okinawaïen, le nom du village est également Aguni.

## Géographie

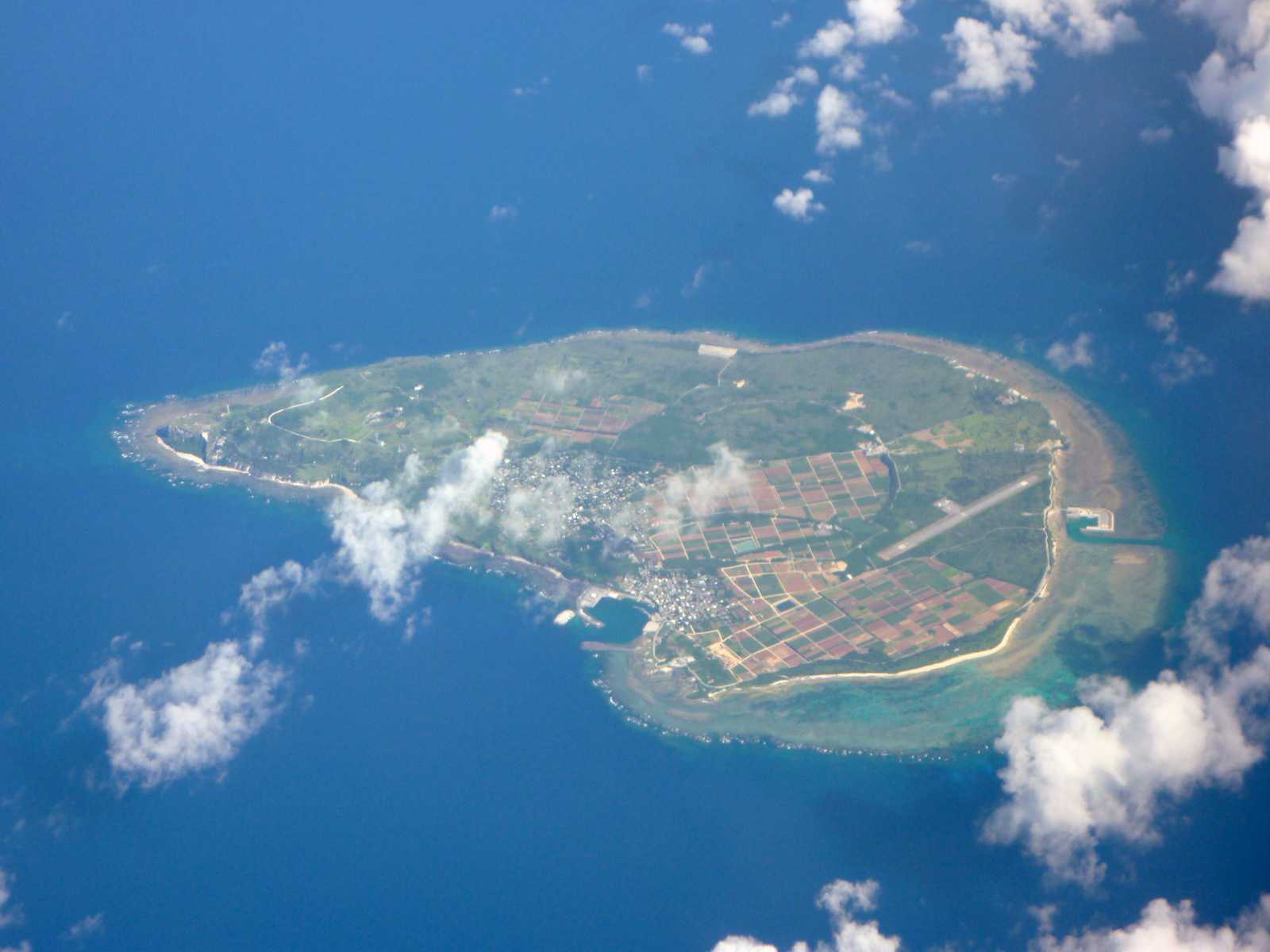
Vue générale de l'île d'Aguni.

### Situation
Le village d'Aguni occupe la totalité de l'île d'Aguni dans la mer de Chine orientale, à environ 60 km au nord-ouest de Naha sur l'île d'Okinawa, au Japon.
L'île d'Aguni mesure 3 kilomètres du nord au sud et 4 kilomètres d'est en ouest. Il s'agit d'une île composée de terres basses avec une élévation maximum de 97,3 mètres.
Aguni fait face aux îles Tonaki et Kerama au sud et à l'île de Kume au sud-ouest.

### Démographie
Au 30 avril 2025, le village d'Aguni comptait 639 habitants répartis sur une superficie de 7,65 km. La population de l'île est en déclin du fait d'un vieillissement démographique.

### Divisions administratives
Le village inclut trois divisions : 
- Hama (浜?)
- Higashi (東?)
- Nishi (西?).

## Gouvernement
La mairie est située dans le quartier d'Higashi. 
La municipalité d’Aguni est administrée par un maire, un adjoint au maire et cinq divisions administratives : 
- section de affaires générales
- section de la vie des citoyens
- section économique
- section comptable
- section des affaires maritimes.

Le maire actuel est Kazuhiro Uehara (上原 一宏) (élu en juillet 2024), l’adjoint au maire actuel est Yoshiyuki Yamashiro (山城 義之) (désigné en septembre 2024),.
Le conseil municipal est composé de sept membres élus pour quatre ans en 2022, dirigés par le président du conseil Yoshiyuki Yonashiro (与那城 義幸) et le vice-président du conseil Satoshi Kohashigawa (小橋川 聡).

## Transport
Aguni est accessible par avion et par ferry.

## Patrimoine culturel et naturel
Le village d’Aguni compte cinq  éléments désignés ou enregistrés comme patrimoine matériel culturel ou naturel, au niveau préfectoral ou municipal. 
- Nom (japonais) (type d’enregistrement)

### Lieux de beauté pittoresque
- Paysage Ban'yabaru (番屋原の広場の景勝地?) (Municipal)
- Paysage de la côte de Sakakinabaru (坂木那原海岸景勝地?) (Municipal)

### Monuments naturels
- Communauté végétale du site sacré de Ugan à Nishi (粟国村字西の御願の植物群落?) (Préfectoral)
- Communauté végétale des veloutiers (‘’Heliotropium arboreum’’) de Terukinabaru (照喜名原のモンパの木の群落?) (Municipal)
- Pseudo-châtaignier du site sacré de Matsuō Utaki (松尾御獄のイタジイの木?) (Municipal)